# Perrierbambus
Perrierbambus là một chi thực vật có hoa trong họ Hòa thảo (Poaceae).

## Loài
Chi Perrierbambus gồm các loài:
1. Perrierbambus madagascariensis A. Camus
2. Perrierbambus tsarasaotrensis A. Camus